# ロヒンギャ解放党
ロヒンギャ解放党（ロヒンギャかいほうとう、Rohingya Liberation Party：RLP）は、ミャンマーのラカイン州で活動していた反政府武装組織。軍事部門はロヒンギャ解放軍（Rohingya Liberation Army：RLA）。元ムジャーヒディーンの指導者・のサニ・ジャファル（Sani Jafar）が率いていた。

## 活動
ムジャーヒディーンが政府に降伏してから13年後の1972年7月15日、サニ・ジャファルという元ムジャーヒディーンの指導者の1人が、かつての仲間を集めてロヒンギャ解放党（RLP）という名で再結成した。彼らはブティダウン近郊のジャングルに拠点を築き、酪農場、ヤギ飼育、養鶏場などを営んで資金源とした。アラカン共産党（CPA）やアラカン民族解放軍（ANLA）とも共闘した。
RLPは、「ロヒンギャ」の名を冠した初めての武装組織と言われるロヒンギャ独立戦線（RIF、のちにロヒンギャ愛国戦線《RPF》と改名）と交流があり、RIFの若手メンバーはRLPに参加して戦闘経験を積んだ。1971年に第三次印パ戦争が勃発し、ミャンマー・バングラデシュ国境地帯の闇市場で容易に兵器を入手できたという事情もあり、当初200人ほどだった兵力は一時期2,500人にまで拡大、リーダーのB.A.ジャファル以下多くのRIFのメンバーも正式にRLPに合流した。
しかし1973年、RLPは、ミャンマー軍（以下、国軍）の大規模な攻撃を受け、ラカイン内の拠点をすべて失った。この後、サニ・ジャファルをリーダーとして、RIFと一緒に新たな武装組織を結成する動きもあったが、RIFの後援者たちが、サニ・ジャファルはリーダーとして不適任と判断して、この話は立ち消えになった。
1974年、サニ・ジャファルが政府に降伏してRLPは消滅。残党はRPFに加わった。